# コースト・トゥ・コースト (ウエストライフのアルバム)
コースト・トゥ・コースト(Coast to Coast)はアイルランドのグループ、ウエストライフの2枚目のアルバム。UKアルバムチャートで1位、オーストラリアでは40位を記録した。
日本盤は、当初はボーナス・トラック3曲を含む内容で発売された。2001年5月には、ウエストライフの日本公演を記念して、ビリー・ジョエルのカバー「アップタウン・ガール」等3曲が更に追加された『コースト・トゥ・コースト〜「アップタウン・ガール」プラス』として再発された。

## 収録曲

### オリジナル盤
1. "My Love"
2. "What Makes a Man"
3. "I Lay My Love on You"
4. "Against All Odds (Take a Look at Me Now) with Mariah Carey"
5. "When You're Looking Like That"
6. "Close"
7. "Somebody Needs You"
8. "Angel's Wings"
9. "Soledad"
10. "Puzzle of My Heart"
11. "Dreams Come True"
12. "No Place That Far"
13. "You Make Me Feel"
14. "Loneliness Knows Me by Name"
15. "Fragile Heart"
16. "Every Little Thing You Do"

本編の後に、隠しトラック"Don't Get Me Wrong"が収録されている。

### 日本盤
1. マイ・ラヴ - "My Love"
2. イフ・アイ・レット・ユー・ゴー - "If I Let You Go"
3. ホワット・メイクス・ア・マン - "What Makes a Man"
4. アイ・レイ・マイ・ラヴ・オン・ユー - "I Lay My Love on You"
5. 見つめて欲しい (with マライア・キャリー) - "Against All Odds (Take a Look at Me Now)"
6. ホエン・ユア・ルッキング・ライク・ザット - "When You're Looking Like That"
7. クロース - "Close"
8. サムバディ・ニーズ・ユー - "Somebody Needs You"
9. エンジェルズ・ウィングス - "Angel's Wings"
10. ソリダッド - "Soledad"
11. パズル・オブ・マイ・ハート - "Puzzle of My Heart"
12. ドリームス・カム・トゥルー - "Dreams Come True"
13. ノー・プレイス・ザット・ファー - "No Place That Far"
14. クローズ・ユア・アイズ - "Close Your Eyes"
15. ユー・メイク・ミー・フィール - "You Make Me Feel"
16. ロンリネス・ノウズ・ミー・バイ・ネイム - "Loneliness Knows Me by Name"
17. フラジャイル・ハート - "Fragile Heart"
18. エヴリ・リトル・シング・ユー・ドゥー - "Every Little Thing You Do"
19. ナッシング・イズ・インポッシブル - "Nothing Is Impossible"

#### 再発盤ボーナス・トラック
1. マイ・ガール[a] - "My Girl"
2. アイル・ビー・ゼア[b] - "I'll Be There"
3. アップタウン・ガール - "Uptown Girl"

備考
- ^[a] テンプテーションズの同楽曲カバー
- ^[b] ジャクソン５の同楽曲カバー